# Boris Rulow
Boris Pawłowicz Rulow, ros. Борис Павлович Рулёв (ur. 1913, Imperium Rosyjskie, zm. w 19??, Rosyjska FSRR) – rosyjski piłkarz grający na pozycji obrońcy, trener piłkarski.

## Kariera piłkarska
W latach 1938–1939 występował w klubie Zenit Leningrad. W 1940 przeszedł do Awanharda Mikołajów, w którym zakończył karierę piłkarską.

## Kariera trenerska
W 1940 będąc piłkarzem Awanharda Mikołajów we wrześniu-październiku tymczasowo pełnił również funkcję trenerskie.